# Mala Črešnjevica
Mala Črešnjevica is een plaats in de gemeente Pitomača in de Kroatische provincie Virovitica-Podravina. De plaats telt 207 inwoners (2001).